# Peripsychoda festiva
Peripsychoda festiva är en tvåvingeart som först beskrevs av Satchell 1953.  Peripsychoda festiva ingår i släktet Peripsychoda och familjen fjärilsmyggor. Inga underarter finns listade i Catalogue of Life.